# 라이언 데스티니
라이언 데스티니(Ryan Destiny, 1995년 1월 8일 ~ )는 미국의 가수, 배우이다. 2013년 걸 그룹 러브 돌하우스(Love Dollhouse)의 멤버로서 이름을 알리기 시작했다.